# القرين (القصيم)
القرين مركز في منطقة القصيم من فئة (أ) مرتبط إدارياً بإمارة منطقة القصيم. ويقطنها 4747 نسمة.

## الموقع الجغرافي
يقع مركز القرين على خط العرض 26.011293 وخط الطول 43.369641، كما يقع على طريق المدينة المنورة وتبعد عن مدينة بريدة 90 كم، ويقع طريق المدينة المنورة السريع وسط القرين، يرتبط المركز مع إمارة منطقة القصيم.